# Więckowice (wieś w województwie wielkopolskim)
Więckowice – wieś w Polsce położona w województwie wielkopolskim, w powiecie poznańskim, w gminie Dopiewo.

## Historia
Wieś szlachecka Więczkowice położona była w 1580 roku w powiecie poznańskim województwa poznańskiego. W latach 1975–1998 miejscowość należała administracyjnie do województwa poznańskiego.
Położona przy trasie Poznań – Buk. Pierwsze wzmianki na temat Więckowic pochodzą z 1387 roku. Od XIV do XVI wieku wieś należała do rodziny Więckowskich. W XVII wieku majątek w rękach Zbijewskich, a od 1699 roku do Bielińskich, następnie Drwęskich. Roch Drwęski sprzedał Więckowice Andrzejowi Turno. W latach 1825–1832 Więckowice należały do Mycielskich. W latach 1832–1939 właścicielami byli Brezowie, którzy już w listopadzie 1918 zainicjowali akcję rozbrajania Niemców na trakcie bukowskim w kierunku Poznania.

## Obiekty
We wsi znajduje się zabytkowy zdewastowany  dwór wraz z parkiem, zbudowany pod koniec XVII wieku dla rodziny Bielińskich. Utrzymana jest jedynie część służąca jako kaplica, w której co niedzielę odbywają się nabożeństwa.
W 2018 nad stawem we wsi urządzono strefę rekreacyjną z częścią historyczną (aleje, ławki, plac zabaw). Otwarto ścieżkę edukacyjną i odsłonięto głaz pamiątkowy ku czci powstańców wielkopolskich (dwadzieścia nazwisk, w tym dwóch z rodu Brezów, właścicieli lokalnego majątku). 
W pobliżu północnego krańca jeziora Niepruszewskiego stoi na wzgórzu dużych rozmiarów betonowy krzyż o nieznanej historii. Być może jest to rekonstrukcja krzyża XIX-wiecznego. Miejscowa legenda głosi, że mógł to być krzyż pokutny ustawiony przez hrabinę Brezę, celem uspokojenia głosów duchów nieszczęśliwych kochanków, którym nie było dane się ożenić (głosy te miały spłoszyć konie hrabiny, co spowodowało wywrócenie powozu).

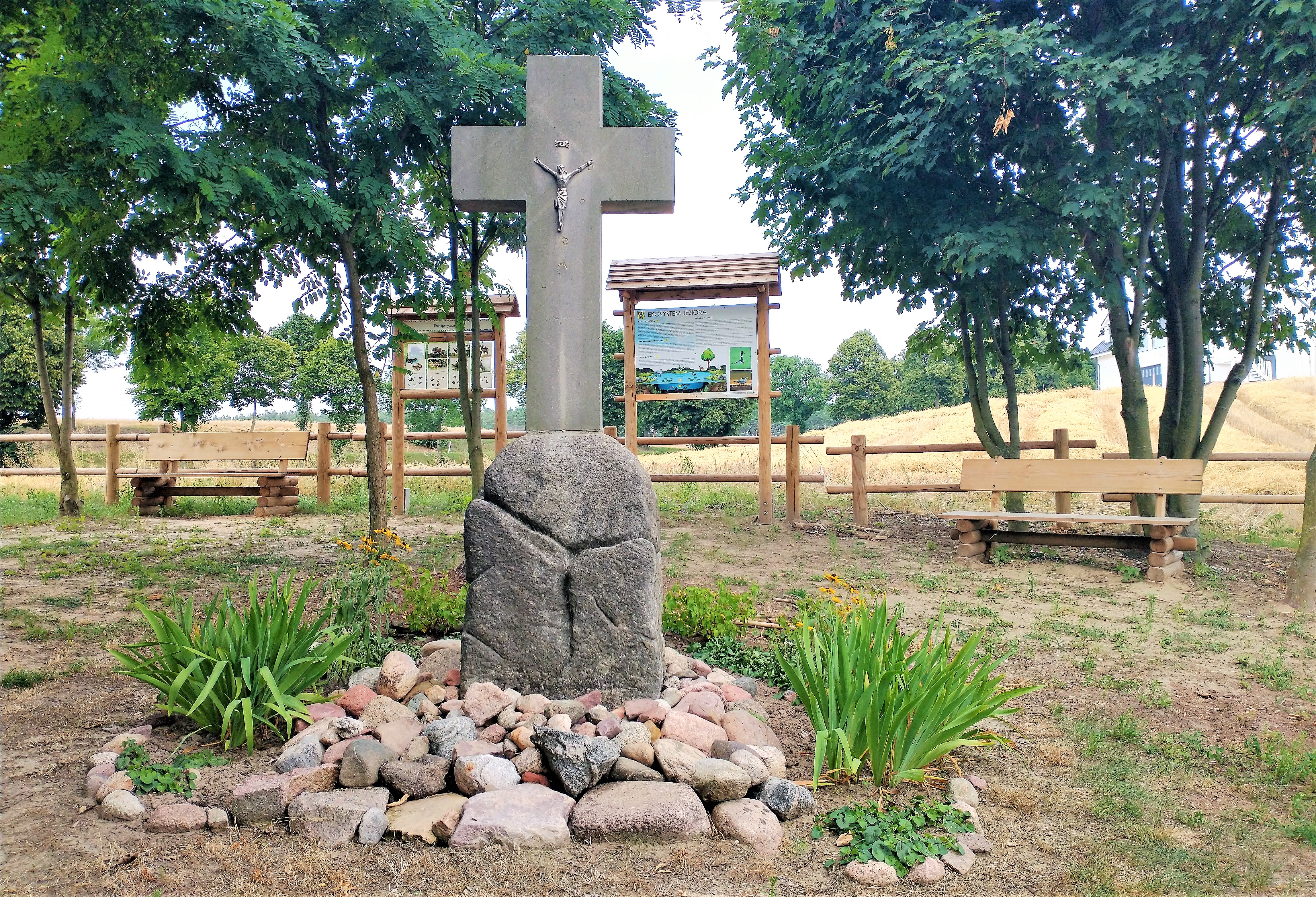
Krzyż betonowy
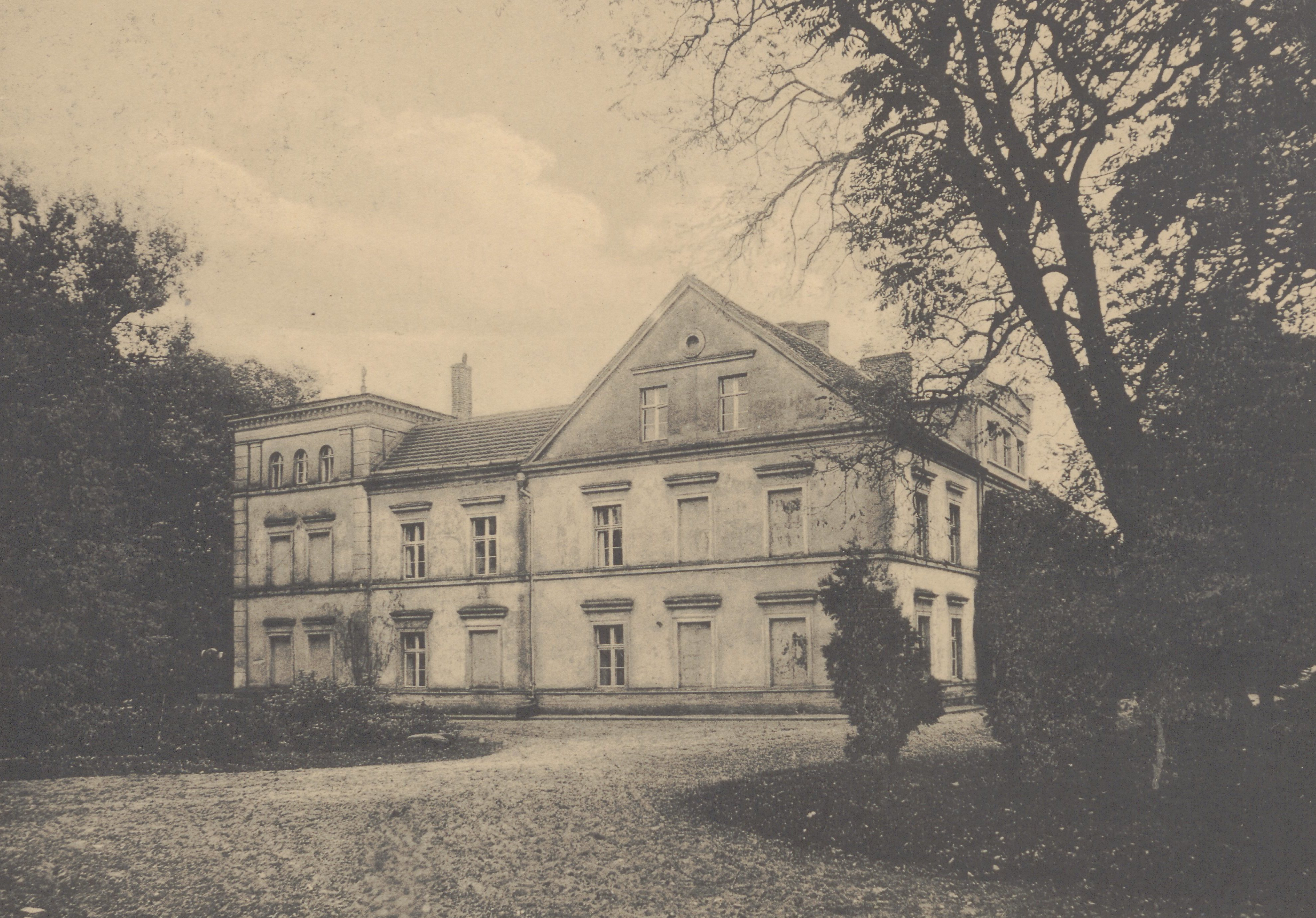
Widok dworu przed 1912

## Ludzie związani z Więckowicami
- Marian Hutten-Czapski